# Maestro di Serumido
Il Maestro di Serumido (... – XVI secolo) è stato un pittore italiano anonimo, attivo a Firenze all'inizio del XVI secolo.

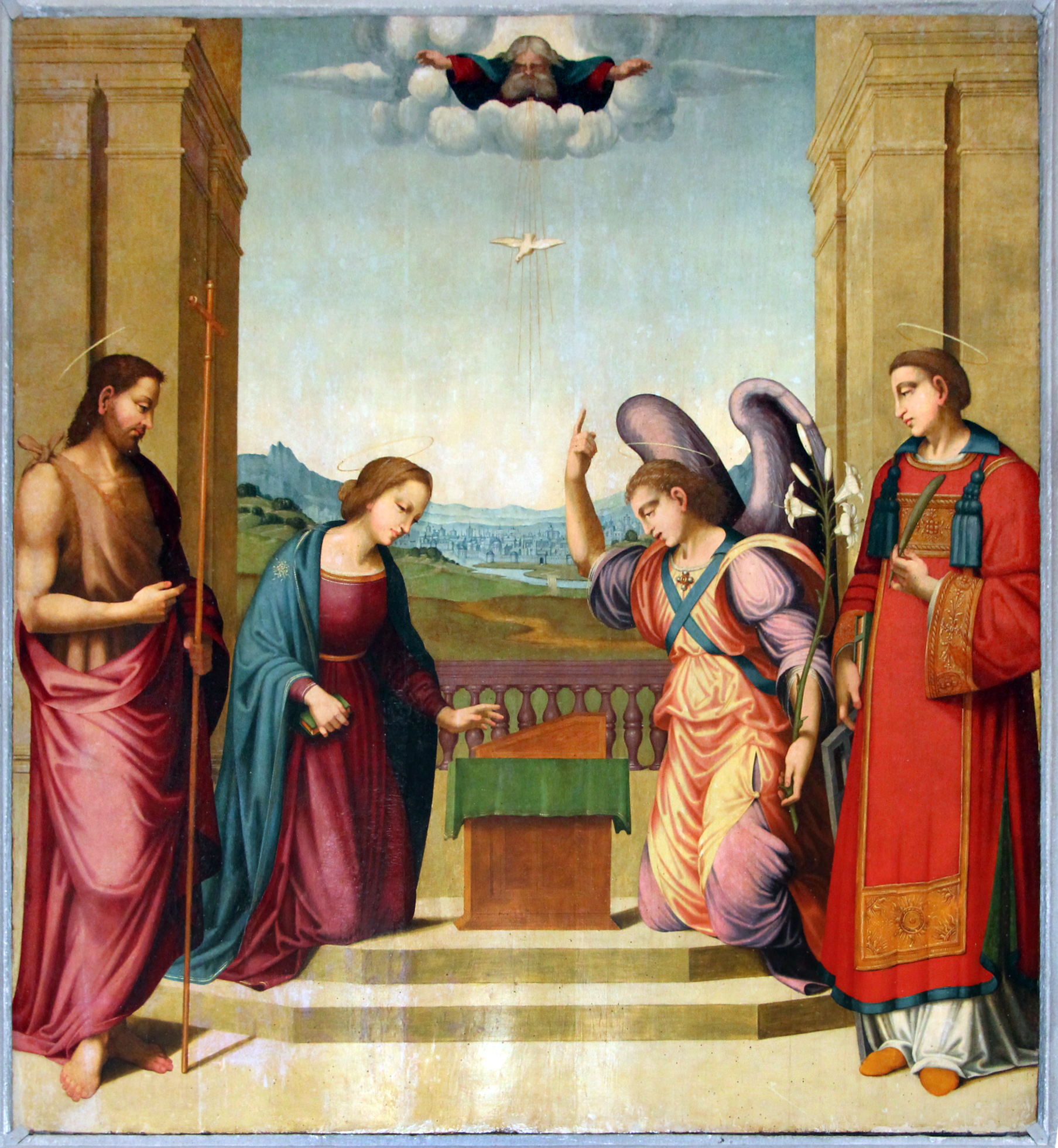
Annunciazione e santi, chiesa di San Lorenzo alle Rose, Impruneta

Il nome deriva da quello che è considerato il suo capolavoro, la Madonna in trono col Bambino e santi attualmente custodito presso la chiesa di Serumido, ovvero San Pier Gattolino a Firenze. 
Il suo stile, facilmente riconoscibile, fonde un'impostazione delle figure e della composizione tradizionale, semplificando idee di Ghirlandaio, Andrea del Sarto o Piero di Cosimo, con un tentativo di utilizzare lo sfumato leonardesco, che dà agli occhi dei personaggi la caratteristica forma allungata e velata di ombre, quasi fossero truccate. Ciò ne fa uno dei "piccoli maestri" del periodo degli "Eccentrici", di levatura artistica non eccelsa, ma originalissimo e per questo ricercato, al pari ad esempio di figure come Giovanni Larciani e il Bacchiacca.
Tra i tentativi di identificazione c'è quello con Aristotele da Sangallo, formulato da Federico Zeri.